# Saraidhela
Saraidhela é uma vila no distrito de Dhanbad, no estado indiano de Jharkhand.

## Demografia
Segundo o censo de 2001, Saraidhela tinha uma população de 24 183 habitantes. Os indivíduos do sexo masculino constituem 53% da população e os do sexo feminino 47%. Saraidhela tem uma taxa de literacia de 78%, superior à média nacional de 59,5%: a literacia no sexo masculino é de 84% e no sexo feminino é de 72%. Em Saraidhela, 10% da população está abaixo dos 6 anos de idade.